# Giuseppe Emanuele Modigliani
Giuseppe Emanuele Modigliani (Livorno, 28 ottobre 1872 – Roma, 5 ottobre 1947) è stato un politico, avvocato e antifascista italiano.

## Biografia
Modigliani nacque a Livorno il 28 ottobre del 1872 da una famiglia ebraica, primogenito dei quattro figli (i fratelli erano Margherita, Umberto e Amedeo, quest'ultimo divenuto poi il celeberrimo pittore) di Flaminio Modigliani, livornese, discendente da una famiglia originaria di Roma, e di Eugénie Garsin, francese nata a Marsiglia ma di famiglia giudeo-portoghese tunisina, ambedue non rigorosamente praticanti sotto il profilo religioso.
Dopo aver frequentato il Ginnasio e Liceo Classico Niccolini Guerrazzi di Livorno, seguì gli studi universitari a Pisa, vi conseguì la laurea in giurisprudenza e si avvicinò al movimento socialista.
Nel 1894 fu tra i fondatori della sezione livornese del Partito Socialista Italiano, divenendo l'anno successivo anche consigliere comunale della sua città. Promosse la nascita delle Camere del Lavoro e la diffusione del movimento socialista nell'area pisana, senese e nella Maremma. Collaborò al periodico socialista La Martinella di Colle di Val d'Elsa dove tenne anche diversi comizi.
Dopo il servizio militare ritornò alla sua attività politica divenendo segretario del Partito Socialista in Toscana.
Nel 1898 fu arrestato a Piacenza, dove dirigeva un giornale, fu processato insieme all'intero gruppo dirigente socialista e condannato a sei mesi di carcere. Proseguì la sua militanza come amministratore locale ed organizzatore del movimento sindacale e cooperativo.
Complesso fu il suo rapporto con Filippo Turati, con cui condivideva la visione riformista (dentro cui rappresentava l'ala più a sinistra); fu molto vicino invece alle posizioni di Gaetano Salvemini, pur avendo espresso un forte anti-interventismo nella prima guerra mondiale per cui partecipò alla Conferenza di Zimmerwald dove insieme a Christian Rakovskij e Lev Trockij  redasse il Manifesto di Zimmerwald contro la guerra.
Deputato dal 1913, fu assai apprezzato per le sue doti dialettiche e la sua notevole preparazione, che fu proficuamente utilizzata nella stesura delle riforme del regolamento della Camera dei deputati del 1920 e del 1922. Esperienza che ebbe modo di ripetere come membro della giunta per il regolamento nell'Assemblea Costituente nel 1946 e fino alla morte nell'ottobre del 1947. 
Nel serrato dibattito interno dei socialisti degli anni venti del 1900 cercò, senza successo, di evitare la scissione fra riformisti e massimalisti. 
Fu ripetutamente vittima di aggressioni squadriste. Il 20 luglio 1920, quando fu aggredito e ferito a bastonate in testa. Il 1º maggio 1921 fu invece picchiato a bordo di un treno tra Pisa e Viareggio da un gruppo di squadristi che tentarono invano di fargli urlare "viva l'Italia!". Nonostante gli attacchi subiti fu uno dei promotori dell'accordo di pacificazione tra socialisti e fascisti dell'agosto 1921. Successivamente cercherà di raggiungere un accordo con le forze laiche e cattoliche in funzione antifascista. Nel 1923 fu nuovamente aggredito da fascisti durante un processo a Livorno. Tre anni dopo la sua casa venne attaccata e saccheggiata.
Nel 1926, in seguito alla secessione dell'Aventino alla quale aveva preso parte due anni prima, Modigliani fu dichiarato decaduto assieme agli altri parlamentari dell'opposizione. Riprese allora la sua professione di avvocato e rappresentò la parte civile nel processo per l'omicidio di Giacomo Matteotti. In quello stesso anno, insieme alla moglie Vera Funaro, prese la via dell'esilio, dapprima in Austria e poi in Francia, continuando la sua attività di propaganda antifascista e divenendo rappresentante italiano all'Internazionale socialista. 
Dopo l'invasione tedesca della Francia fuggì in Svizzera con la moglie grazie all'aiuto di Joyce Lussu. Rientrò in Italia nel 1944 insieme alla moglie e allo scrittore Ignazio Silone. Il 25 settembre 1945, sotto il governo di Ferruccio Parri, fu nominato componente della Consulta nazionale, assemblea legislativa di natura provvisoria e non elettiva istituita dopo la fine della seconda guerra mondiale allo scopo di sostituire il parlamento del Regno del Sud. Pur con la salute assai compromessa, fu membro della Consulta nazionale e deputato all'Assemblea Costituente. 
L'11 gennaio 1947 partecipò alla scissione di Palazzo Barberini divenendo presidente del Partito Socialista dei Lavoratori Italiani (poi Partito Socialista Democratico Italiano).